# Gyeong bi Park
Gyeong bi Park, född ?, död 1533, var konkubin till kung Jungjong av Joseon.
Hon blev kungens konkubin 1507, och mor till kungens äldsta son, prins Bokseong, kung Jungjongs äldste son, och senare, Prinsessan Hyesun och Prinsessan Hyejeong, och blev Jungjongs favorit. Hon försökte förgäves bli utsedd till drottning när den förra drottningen avled 1517, och hamnade i konflikt med sin styvson kronprinsen,  Injong av Joseon. År 1533 avslöjades att hon hade försökt mörda kronprinsen genom svartkonst, sedan en woododocka hade återfunnits i palatset. Det ledde till en skandal som slutade med att hon dödades genom gift och hennes barn fråntogs sina titlar. 